# Sebastián Vega (actor)
Johan Sebastián Vega Lisarazo (Bucaramanga, Santander, Colombia, 18 de junio de 1987) es un actor y modelo colombiano.  Su primera aparición en la televisión fue en  2005 en Padres e hijos en el papel de Emilio. Es conocido por haber protagonizado la serie A mano limpia de RCN Televisión  en el papel de Carlos Mauricio 'El Baby' Arenas  y por hacer parte del reparto secundario de la telenovela juvenil Isa Tk+ de Nickelodeon Latinoamérica, con el papel de Kike Toro. Nacido en la ciudad de Bucaramanga, hizo sus estudios secundarios en el Instituto Técnico Superior Damaso Zapata de Bucaramanga y estudió actuación en la reconocida Academia Charlot. En 2010 abrió su propio bar, el Moma.

## Carrera
En 2005 Colombiana de Televisión estrenó una temporada de Padres e Hijos en la cual Sebastián Vega tuvo su debut como Emilio, esto sorprendió a Caracol y Talpa por la forma de su actuación, la personalidad que él tenía y la expresión corporal única. El 25 de agosto de 2008 obtuvo un papel en Aquí no hay quien viva (Colombia) en RCN Televisión como Pablo Guerra, un muchacho joven espontáneo y sin pensamientos morbosos, no como su hermano el cual sí tiene pensamiento mujeriego y morboso.
En 2010, Sebastián le dio vida a Kike Toro en Isa TK+ gracias a la cadena Nickelodeon Latinoamérica. En 2010  tuvo un papel de protagonista en la Novela A mano limpia en RCN Televisión, un papel que estalló el ranking de RCN por lo cual decidieron hacer A Mano Limpia 2 esta novela Sebastián interpreta a el Baby.

## Vida personal
El actor colombiano se casó con la modelo Natalia Castillo, relación que acabó en 2013.
El 25 de mayo de 2012 se convirtió en padre de Matías Vega Castillo, producto de su relación fallida con la modelo santandereana Natalia Castillo. 
Actualmente esta casado con Valentina Ochoa (Productora de moda) la boda fue realizada el 20 de octubre de 2018.

## Trabajos

### Carrera como director
En 2013, Sebastián dirigió un vídeo musical del cantante Jutha. La canción se titula La Venganza. Dirigido en febrero de 2013, el vídeo tuvo varios actores invitados como Mauricio Mejía, Vanessa Tamayo entre otros. Sebastián se pudo ver también en el vídeo junto con la mamá de su hijo, Natalia Castillo.

«Fue una responsabilidad Grande, pero estoy muy contentó con el resultado espero les guste, lo disfruten y espero seguir dirigiendo»
Sebastián Vega

En 2014, Sebastián dirigió otro vídeo musical titulado Loco por tenerte con Parche Films de la agrupación Dos dinastías la cual representa y es mánager.

### Carrera como mánager
En 2013, Sebastián comenzó su carrera como mánager del dúo Dos dinastías, conformado por Oscar Diaz y Rusvel Dangond, primo de Silvestre Dangond.

## Filmografía

### Televisión
| Año       | Título                            | Personaje                              | Canal                       |
| --------- | --------------------------------- | -------------------------------------- | --------------------------- |
| 2022      | Pasión de gavilanes               | Felix Carreño                          | Telemundo                   |
| 2021      | El Cartel de los Sapos: el origen | Alonso Torres                          | Netflix                     |
| 2018      | Buscando a Camila                 |                                        | Canal TRO                   |
| 2017      | La Nocturna                       | Kike                                   | Caracol Televisión          |
| 2016      | Narcos                            | Hugo Martinez Jr.                      | Netflix                     |
| 2015      | Yo soy Franky                     | Andy                                   | Nickelodeon (Latinoamerica) |
| 2014      | El chivo                          | Armando Guerrero                       | UniMas                      |
| 2014      | La suegra                         | Memo Burgos                            | Caracol Televisión          |
| 2013      | Chica vampiro                     | Nicolás de BlackMerMoon                | Canal RCN                   |
| 2013      | Amo de casa                       | Mauro Pulido                           | Canal RCN                   |
| 2011      | Popland!                          | Guga Mortols                           | MTV (Latinoamerica)         |
| 2010-2013 | A mano limpia                     | Carlos Mauricio Arenas Pérez 'El Baby' | Canal RCN                   |
| 2010      | A corazón abierto                 | Marco                                  | Canal RCN                   |
| 2009-2010 | Isa TK+                           | Enrique Toro 'Kike'                    | Nickelodeon (Latinoamerica) |
| 2009      | Tu voz estéreo                    | Camilo Ep: Travesuras                  | Caracol Televisión          |
| 2008      | El cartel                         | Pepe Cadena                            | Caracol Televisión          |
| 2008      | Aquí no hay quien viva            | Pablo Guerra                           | Canal RCN                   |
| 2005 2008 | Padres e hijos                    | Emilio                                 | Caracol Televisión          |

## Reality
| Año  | Título           | Rol     | Canal     |
| ---- | ---------------- | ------- | --------- |
| 2019 | Reto 4 Elementos | Ganador | Canal RCN |

## Cine
| Año  | Título            | Personaje |
| ---- | ----------------- | --------- |
| 2015 | Pablo             | Mario     |
| 2014 | El último aliento | Wilson    |
| 2013 | El paseo 3        | Diego     |

## Teatro
- Amarte más no pude (2019) — Camilo  'El cachaco'
- A que me acuesto con el repuesto (2018) — Elbert Gonzales
- Enamora (2017) — Basilio
- Medida por medida (2006) — Claudio
- La ruleta rusa (2005) — Nicolas
- Mujeres sabias (2005) — Hector

## Premios y nominaciones

### Premios Tv y novelas
| Año  | Categoría                                 | Trabajo por nominación | Resultado |
| ---- | ----------------------------------------- | ---------------------- | --------- |
| 2011 | Mejor Revelación Del Año Telenovela/Serie | A mano limpia          | Nominado  |
| 2013 | Mejor Actor Protagónico de serie          | A mano limpia          | Nominado  |
| 2015 | Mejor actor de reparto                    | La suegra              | Nominado  |

### Premios Colombia 2013 (Primer trimestre)
| Año  | Categoría            | Trabajo por nominación | Resultado |
| ---- | -------------------- | ---------------------- | --------- |
| 2013 | Actor de TV favorito | A mano limpia          | Nominado  |

### Premios India Catalina
| Año  | Categoría                       | Trabajo por nominación | Resultado |
| ---- | ------------------------------- | ---------------------- | --------- |
| 2012 | Mejor Actor de Reparto de Serie | A mano limpia          | Nominado  |